# District de Yanhu
Le district de Yanhu (盐湖区 ; pinyin : Yánhú Qū) est une subdivision administrative de la province du Shanxi en Chine. Il est placé sous la juridiction de la ville-préfecture de Yuncheng.